# Нижний Новгород (футбольный клуб, 2007)
«Ни́жний Но́вгород» — российский футбольный клуб из Нижнего Новгорода, в 2008—2012 годах выступавший на профессиональном уровне в первенстве России.
В 2010 году клуб добился лучшего для себя результата, заняв 3-е место в Первом дивизионе. В сезоне 2011/2012 клуб второй год подряд занял 3-е место. По итогам сезона клуб получил право на стыковые матчи с клубом, занявшим 14-е место в РФПЛ, но по сумме двух матчей команда уступила ФК «Волга» (Нижний Новгород).
В июне 2012 года было достигнуто соглашение о слиянии клуба с «Волгой» с сохранением названия последней.
Вскоре силами болельщиков команда с прежним названием была возрождена, но уже на любительском уровне.

## Цвета клуба
| Серый | Белый | Голубой |

## Хронология названия клуба
- «Нижний Новгород» — январь-май 2007, с декабря 2007 по май 2015, с декабря 2015.
- «Нижний Новгород-Волга-Д» — май 2007 — декабрь 2007.
- «Нижний Новгород-Олимпиец-ДЮСШ» — июнь 2015 — декабрь 2015.

Примечания. В январе 2007 года название «Нижний Новгород» носила команда «Спартак».
С июня 2018 года название «Нижний Новгород» стал носить ФК «Олимпиец».

## История команды
Команда образовалась на базе Нижегородской академии футбола Игоря Егорова.
В январе 2007 года на базе любительской команды «Тэлма-Водник», выступавшей до этого в чемпионате Нижегородской области, был создан новый клуб под названием «Нижний Новгород». 11 мая 2007 года нижегородский клуб «Волга» и ФК «Нижний Новгород» заключили договор о совместной деятельности, по которому игроки, не попадавшие в состав «Волги», могли выступать за ФК «Нижний Новгород». Команда «Нижний Новгород» была переименована в «Нижний Новгород-Волга-Д». Договор был заключен на один сезон; с выходом команды во второй дивизион клуб обрёл прежнее название.
Новым главным тренером клуба в декабре 2007 года был назначен известный в прошлом футболист, игрок сборных СССР, СНГ и России — Дмитрий Кузнецов. Однако уже в феврале 2008 года Кузнецова сменил другой молодой тренер, также участник чемпионата мира 1994 года, Илья Цымбаларь.
В феврале 2008 года ФК «Нижний Новгород» прошёл процедуру аттестации в ПФЛ и был включен в состав участников первенства России среди команд второго дивизиона. Руководство клуба вновь поставило высокую задачу — войти в тройку сильнейших команд зоны «Урал-Поволжье». Сезон «горожане» начали под руководством Ильи Цымбаларя. В команду была приглашена большая группа футболистов, имеющих опыт выступления в клубах премьер-лиги и первого дивизиона. Но старт нижегородцев в первенстве не был успешным: яркие победы чередовались с досадными поражениями. В июне Илья Цымбаларь по семейным обстоятельствам покинул команду; на пост главного тренера был приглашён экс-тренер дзержинского «Химика» Салават Галеев. Новому наставнику удалось стабилизировать игру команды, а рекордная серия из девяти побед подряд вывела ФК «Нижний Новгород» на вторую строчку в таблице. После этого в клуб, решив семейные проблемы, вернулся Цымбаларь. Работая в тандеме, Галеев и Цымбаларь смогли решить поставленную задачу на сезон — войти в тройку сильнейших.
Из-за финансового кризиса ряд клубов не смогли принять участие в турнире первого дивизиона 2009 года. Руководство ПФЛ сделало предложение нижегородскому клубу участвовать во втором по значимости дивизионе России. В сезоне 2009 года ФК «Нижний Новгород» занял 13-е место, набрав 50 очков.
Знаковым событием стал кубковый матч между петербургским «Зенитом», обладателем Кубка УЕФА и Суперкубка УЕФА, и ФК «Нижний Новгород» в сезоне 2009/2010. Первый тайм прошёл с преимуществом «Зенита», что позволило им забить один гол. Второй тайм получился ровным, временами с небольшим преимуществом горожан. Нижегородцам на некоторое время удалось зажать хозяев в своей штрафной, заработав 4 угловых подряд. Вскоре гости забили мяч: Максим Зюзин из пределов штрафной мощным ударом забил гол в «девятку» ворот Малафеева. Основное время закончилось вничью — 1:1. В овертайме хозяева забили решающий гол. Матч закончился победой ФК «Зенит» (2:1). Фаны ФК «Нижний Новгород» побили на тот момент рекорд выездных матчей не только за клуб, но и за всю историю нижегородского футбола. На кубковым матче горожан поддерживало 108 человек (на тот момент — самый массовый выезд за всю историю нижегородского футбола).
В 2010 году администрация города отказалась от финансирования ФК «Нижний Новгород», и ответственность за финансирование клуба взяло на себя правительство Нижегородской области во главе с Валерием Шанцевым. Им было отправлено гарантийное письмо в ПФЛ, и клуб смог продолжить своё выступление в первом дивизионе. Руководил командой тренерский совет во главе с Президентом клуба и главным тренером Виктором Зайденбергом. В результате команда провела лучший сезон в своей истории, и одержав 21 победу в 38 матчах, заняла третье место в турнире первого дивизиона. Команда отстала от победителя турнира краснодарской «Кубани» на 10 очков и на 1 очко от занявшего второе место ФК «Волга» (Нижний Новгород), которое давало право перехода в высший дивизион — Российскую Футбольную премьер-лигу.
Перед переходным сезоном 2011/2012 от участия в РФПЛ по финансовым причинам отказался ФК «Сатурн» (Раменское). Но его место занял не ФК «Нижний Новгород», который занял 3 место в первенстве ФНЛ, а занявший 5 место ФК «Краснодар». Генеральный директор «Нижний Новгород» Денис Маслов заявил, что клуб приглашение вступить в премьер-лигу не получал. Впервые в истории российского футбола в высшим дивизионе могли играть две команды из одного города (не считая Москвы) — «Волга» и «Нижний Новгород». Но в итоге в РФПЛ сыграли две краснодарские команды — «Кубань» и «Краснодар».
В сезоне 2011/2012 клуб второй год подряд занял 3 место. По итогам сезона клуб получил право на стыковые матчи РФПЛ-ФНЛ с клубом занявшим 14 место в РФПЛ. Но по сумме двух матчей команда уступила ФК «Волга» (Нижний Новгород).
В июне 2012 года было достигнуто соглашение о слиянии клуба с клубом «Волга», с сохранением названия последнего.
После лишения команды профессионального статуса, группой болельщиков было принято решение клуб возродить. Спонсором стал экс-президент ФК «НН» Алексей Гойхман. Команда заявилась на зимнее первенство города, заняв там 6-е место. Команда состояла преимущественно из фанатов, а их ряды разбавили такие игроки, как Николай и Сергей Жиляевы. По окончании сезона Гойхман прекратил сотрудничество с клубом. Новым куратором клуба вновь стал экс-арбитр ФИФА Игорь Егоров. Следующий свой турнир — летнее первенство города, «Нижний Новгород» уверенно выиграл.
В 2014 году ФК «НН» выступал в Высшей лиге Нижегородской области по футболу, заняв 8-е место. Перед стартом сезона 2015 было объявлено, что для финансирования клуба нет средств, из-за чего «Нижний Новгород» снялся с соревнований.
31 мая 2015 года было объявлено о сохранении бренда клуба, путём объединения его с клубом III дивизиона «Олимпиец-ДЮСШ». Команда, ввиду требований регламента, поскольку переформирование проходило по ходу турнира, сначала называлась ФК «Нижний Новгород-Олимпиец», и играла под брендом и логотипом «ФК НН» с несущественными вкраплениями.
По итогам сезона клуб «Нижний Новгород-Олимпиец-ДЮСШ» занял 5 место в МФС «Приволжье».
В декабре 2015 года клуб вернулся к прежнему названию и логотипу. ФК «Нижний Новгород» принял участие в зимнем первенстве Нижегородской области. В мае 2016 года болельщики футбольного клуба «Нижний Новгород» обратились к руководству города с просьбой о возрождении клуба на профессиональном уровне.

## Достижения
Первый дивизион / ФНЛ
- Бронзовый призёр (2): 2010, 2011/2012

ПФЛ (зона «Урал-Поволжье»)
- Бронзовый призёр: 2008

Кубок России
- 1/8 финала: 2009/2010

## Результаты выступлений

### Чемпионат России
| Сезон   | Лига                                                      | Уровень   | Место | И  | В  | Н | П  | М     | О  | Примечание                                           |
| ------- | --------------------------------------------------------- | --------- | ----- | -- | -- | - | -- | ----- | -- | ---------------------------------------------------- |
| 2007    | ЛФЛ, МФС «Приволжье»                                      | IV (люб.) | 3     | 32 | 21 | 5 | 6  | 76-33 | 68 | Переход во Второй дивизион                           |
| 2008    | Второй дивизион, «Урал-Поволжье»                          | III       | 3     | 34 | 22 | 3 | 9  | 78-39 | 69 | Переход в Первый дивизион ПФЛ                        |
| 2009    | Первый дивизион                                           | II        | 13    | 38 | 14 | 8 | 16 | 37-47 | 50 |                                                      |
| 2010    | Первый дивизион                                           | II        | 3     | 38 | 21 | 7 | 10 | 60-41 | 70 |                                                      |
| 2011/12 | ФНЛ                                                       | II        | 3     | 52 | 29 | 7 | 16 | 76−58 | 94 | Потеря профессионального статуса по окончании сезона |
| 2014    | IV дивизион, высшая лига Первенства Нижегородской области | V (люб.)  | 8     | 20 | 7  | 3 | 10 | 32−34 | 24 |                                                      |
| 2015    | III дивизион, МФС «Приволжье»                             | IV (люб.) | 5     | 22 | 10 | 4 | 8  | 37-35 | 34 |                                                      |

### Кубок России
| Розыгрыш | Стадия | Матч                      | Счёт             | Примечание |
| -------- | ------ | ------------------------- | ---------------- | --- |
| 2008/09  | 1/512  | Рубин-2 — ФК НН           | 3:1              | Вылет из розыгрыша Кубка России сезона 2008/09 |
| 2009/10  | 1/32   | Сатурн-2 — ФК НН          | 2:3              | Выход в 1/16 финала |
| 2009/10  | 1/16   | ФК НН — Спартак-Нальчик   | 2:0 (д.в.)       | Выход в 1/8 финала, победа над клубом Премьер-лиги                                                                                                  |
| 2009/10  | 1/8    | Зенит (СПб) — ФК НН       | 2:1 (д.в.)       | Вылет из розыгрыша Кубка России сезона 2009/10. Горожане в упорной борьбе уступили одному из сильнейших клубов России и будущему обладателю трофея. |
| 2010/11  | 1/32   | ФК НН — Волга (НН)        | 1:1 (0:3 — пен.) | Вылет из розыгрыша Кубка страны. Нижегородское дерби в розыгрыше кубка России                                                                       |
| 2011/12  | 1/32   | Текстильщик (Ив.) — ФК НН | 0:1              | Выход в 1/16 финала |
| 2011/12  | 1/16   | ФК НН — Терек             | 0:2              | Вылет из розыгрыша Кубка России. Из-за неготовности домашней арены по согласованию сторон было решено провести матч в Грозном.                      |

### Летнее и зимнее первенства Нижнего Новгорода
| Сезон   | Турнир                              | Уровень | Место | И  | В  | Н | П | М     | О  | Примечание        |
| ------- | ----------------------------------- | ------- | ----- | -- | -- | - | - | ----- | -- | ----------------- |
| 2012    | Летнее первенство Нижнего Новгорода | люб.    | 1     | 14 | 13 | 1 | 0 | 62−16 | 40 |                   |
| 2013/14 | Зимнее первенство Нижнего Новгорода | люб.    | 2     | 15 | 13 | 0 | 2 | 63−15 | 39 | 2 тайма по 40 мин |
| 2015/16 | Зимнее первенство Нижнего Новгорода | люб.    | 4     | 12 | 8  | 2 | 2 | 38−13 | 26 | 2 тайма по 40 мин |
| 2016/17 | Зимнее первенство Нижнего Новгорода | люб.    | 3     | 12 | 9  | 1 | 2 | 61-12 | 28 | 2 тайма по 40 мин |

### Вторая команда
Вторая команда «Нижний Новгород-2» принимала участие в первенстве России среди ЛФК (МФС «Приволжье») в сезонах 2008—2011/12 и Кубке России среди КФК в зоне «Приволжье» в 2008—2010 годах.

## Нижегородское дерби
Принципиальным соперником фанаты считали футбольный клуб «Волга». Большой интерес вызывало «нижегородское дерби», которое собирало аншлаг на стадионе. 3 ноября 2010 года был побит рекорд, когда на дерби горожане собрали фан-сектор, численность которого составляла порядка 800 человек.
| Год  | Лига                                | Команда 1       | Счет           | Команда 2       | Место проведения    | Комментарий |
| ---- | ----------------------------------- | --------------- | -------------- | --------------- | ------------------- | ----------- |
| 2008 | Второй дивизион ПФЛ                 | Нижний Новгород | 4:0            | Волга           | Стадион «Северный»  |             |
| 2008 | Второй дивизион ПФЛ                 | Волга           | 2:1            | Нижний Новгород | Стадион «Полёт»     |             |
| 2009 | Первый дивизион ПФЛ                 | Волга           | 1:2            | Нижний Новгород | Стадион «Северный»  |             |
| 2009 | Первый дивизион ПФЛ                 | Нижний Новгород | 0:1            | Волга           | Стадион «Северный»  |             |
| 2010 | Товарищеский матч                   | Волга           | 1:1            | Нижний Новгород | Турция, Белек       |             |
| 2010 | Кубок России                        | Нижний Новгород | 1:1 (пен. 0:3) | Волга           | Стадион «Локомотив» |             |
| 2010 | Первый дивизион ПФЛ                 | Волга           | 3:0            | Нижний Новгород | Стадион «Локомотив» |             |
| 2010 | Первый дивизион ПФЛ                 | Нижний Новгород | 2:2            | Волга           | Стадион «Локомотив» |             |
| 2012 | Стыковые матчи РФПЛ-ФНЛ             | Волга           | 2:1            | Нижний Новгород | Стадион «Локомотив» |             |
| 2012 | Стыковые матчи РФПЛ-ФНЛ             | Нижний Новгород | 0:0            | Волга           | Стадион «Северный»  |             |
| 2017 | Зимнее первенство Нижнего Новгорода | Нижний Новгород | 4:0            | Волга           | Стадион «Северный»  |             |

## Главные тренеры
- Дмитрий Кузнецов — декабрь 2007 — февраль 2008
- Илья Цымбаларь — февраль — июнь 2008
- Салават Галеев — июнь — декабрь 2008
- Михаил Афонин — январь — июнь 2009
- Александр Григорян — 2009 (с мая; фактически — по конец 2010)[11][12][13]
- Виктор Зайденберг — 2010
- Владимир Казаков — декабрь 2010 — март 2012
- Александр Горшков — март 2012
- Евгений Аверин — август 2012 — июль 2014
- Сергей Родионов — июль 2014 — сентябрь 2014
- Игорь Егоров — сентябрь 2014 — апрель 2015
- Валерий Макаров — июнь 2015 — декабрь 2015
- Андрей Сальников — декабрь 2015 — февраль 2016 (играющий тренер)
- Игорь Егоров — февраль 2016 — январь 2017
- Игорь Горелов — 2017

## Стадион
Стадион «Северный» — стадион в Нижнем Новгороде, домашняя арена футбольного клуба «Нижний Новгород», вмещает 3 180 зрителей.
После ремонта на стадионе стало одновременно функционировать пять футбольных полей, покрытых искусственной травой. Основное поле оснащено современной системой подогрева и дренажа.